# Sagitario (astrología)
En astrología, Sagitario (♐︎, del latín sagittārius, literalmente 'el arquero') es el noveno signo del zodíaco, de naturaleza positiva (masculina) y de cualidad mutable, representado por un centauro arquero. Simboliza la conciencia superior y su símbolo representa la flecha del arquero. Pertenece, junto a Aries y Leo, al elemento fuego. Está regido por Júpiter. Su signo opuesto y complementario es Géminis. Manilio dice que el dios que tutela este signo es Diana y que Sagitario rige los muslos.

## Duración del signo
En la astrología tropical, basada en la división en doce partes iguales de 30 grados de la eclíptica, se considera que alguien es del signo Sagitario cuando nace alrededor del 23 de noviembre hasta alrededor del 21 de diciembre de cada año. Estas fechas varían en función al huso horario del lugar de nacimiento y la fecha del inicio del año astrológico de cada año, dado por el momento del equinoccio de marzo o punto Aries. Para el año 2024, en este sistema astrológico, el signo de Sagitario inicia el 21 de noviembre a las 19:56 a. m. en UTC+0 y termina el  21 de diciembre a las 09:20 horas en UTC+0.
En la astrología sideral, basada en el tránsito del Sol sobre las constelaciones, se considera que alguien es de signo Sagitario cuando nace alrededor del 15 de diciembre hasta alrededor 13 de enero.

## Mitología
Sobre el catasterismo del Arquero, según Eratóstenes, la mayoría dicen que es un centauro, porque dicen que se le ve de pie y disparando el arco, pero ninguno de los centauros ha hecho uso de este. El centauro, aun siendo hombre, tiene patas de caballo y cola al igual que los sátiros, motivo por el cual le parecía a la gente poco creíble que el Arquero sea un centauro.
La concepción errónea de que Quirón representa a Sagitario es porque en realidad está asociado a la constelación del Centauro, no del Arquero. No obstante una versión tardía sí que vincula a Quirón con Sagitario. Se dice que Quirón, el mejor de los arqueros, maestro de Aquiles, el que resucitó a Esculapio, fue llevado al cielo por haber disparado al escorpión. Se convirtió en el signo llamado Sagitario. Se dice que el sol está en Sagitario porque, al igual que las flechas son lanzadas flechas de un arco, también cuando el sol atraviesa este signo, la nieve del cielo.
La versión griega nos dice que se trata de Croto, el hijo de Eufeme, la nodriza de las Musas, que habitaba y moraba en el Helicón. Cuando este inventó el tiro con arco, las Musas hicieron que obtuviese su sustento a partir de los animales salvajes, tal y como afirma Sosíteo: que, juntándose con las Musas y oyéndolas, las alababa con gestos, dando un aplauso, y así quedaba marcado por medio de un solo gesto lo que la voz no llegaba a precisar. A partir de aquí, viendo a éste, los demás hombres hacían también lo mismo. Y por ello las Musas, en atención al honor que habían obtenido gracias a su iniciativa, reclamaron a Zeus que lo catasterizase y este lo colocó entre los astros por el uso que dio a sus manos, y a sus rasgos característicos se añadió el tiro con arco.
Los romanos añadieron que Croto, como deseaba desplegar todas sus habilidades en un solo cuerpo, Júpiter le añadió un caballo en el flanco porque montaba mucho. También añadió flechas, ya que éstas mostrarían tanto su agudeza y su rapidez, y le dio una cola de sátiro porque las Musas no sentían menos placer con Croto que Líber con los sátiros.